# Cargou

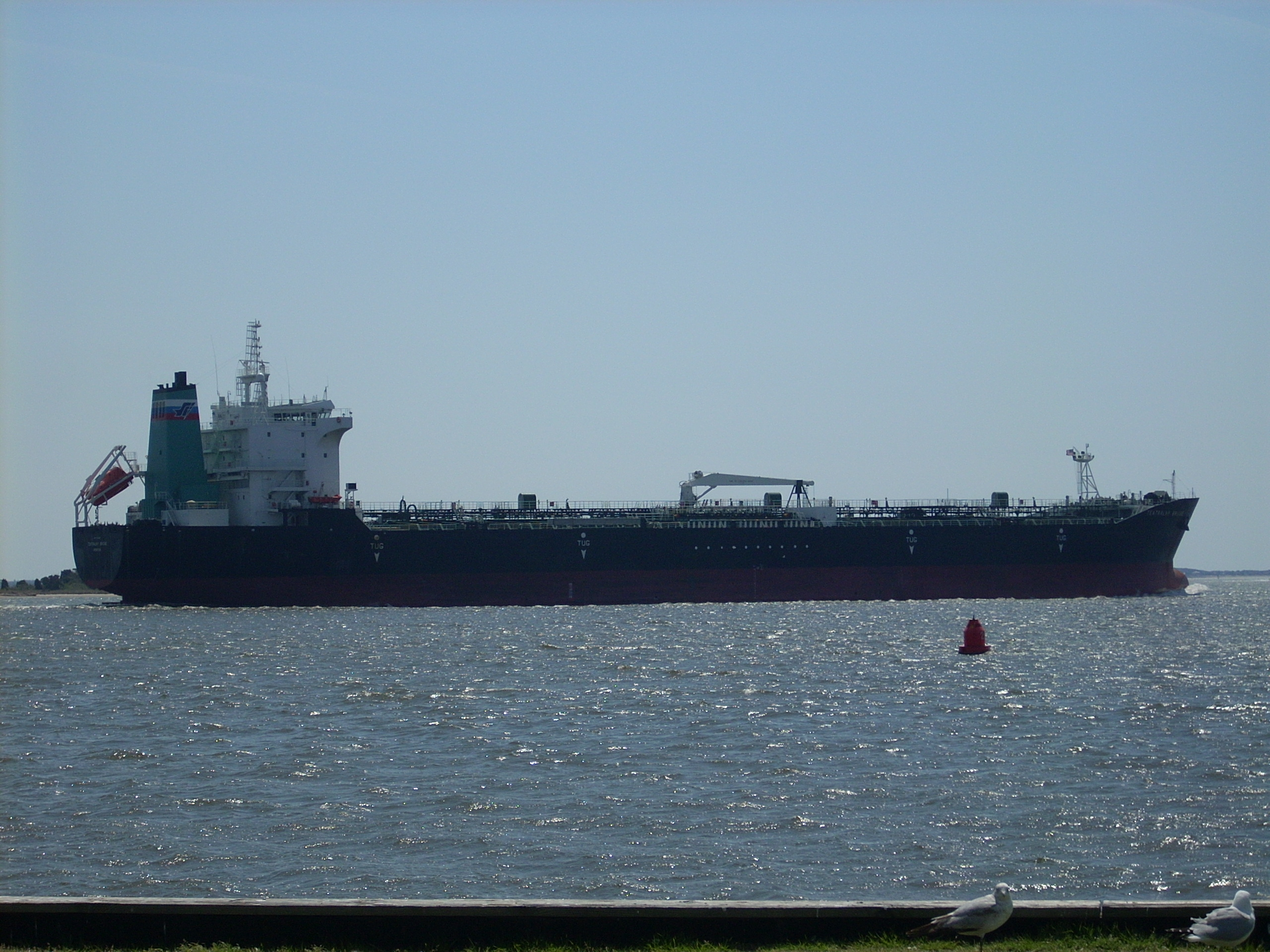
Cargou

Cargou sau cargobot este denumirea unei nave destinată transportului de mărfuri uscate în vrac sau de mărfuri ambalate sau neambalate. Cargourile pot fi construite pentru a transporta mărfuri generale sau pot fi specializate pentru anumite tipuri de marfă.
Cargourile care navighează pe aceeași linie maritimă se mai numesc cargouri de linie.
Dintre primele nave comerciale de transport de mare capacitate, a fost nava NS Savannah cu propulsie atomică lansată în 1960. Nava are un deplasament de 25 810 tdw și viteza de 21 Nd.

## Cargouri pentru mărfuri generale
Cargourile care transportă mai multe categorii de mărfuri se numesc cargouri pentru mărfuri generale.
Cargourile pentru mărfuri generale se construiesc cu una sau mai multe punți denumite și punți adăpostite (shelterdocks). Puntea shelter este o platformă situată imediat deasupra punții superioare acoperind o structură fără deschidere în borduri
Pentru încărcarea și descărcarea mărfurilor, cargourile de mărfuri generale sunt dotate cu bigi și macarale navale.
Cargourile pentru mărfuri generale sunt cele mai răspândite nave maritime de transport, având deplasamente cuprinse între (500...30 000 tdw), majoritatea fiind de 4500...8000 tdw. 
Datorită caracterului lor, mărfurile generale creează dificultăți în operațiunile de încărcare-descărcare, fapt pentru care se recurge la modulizarea lor prin: 
- pachetizare - constă în realizarea de ambalaje mari
- paletizare - folosește palete de dimensiuni standard, pe care se stivuiește încărcătura
- containerizare - utilizarea unor cutii metalice standardizate de mari dimensiuni numite container, în care se încarcă marfa solidă, lichidă sau refrigerată [1].

Containerele cu greutăți de câteva zeci de tone pot fi transportate în cargouri sau cu nave specializate numite port-containere.

## Cargouri specializate
În afara cargourilor pentru mărfuri generale, se întâlnesc cargouri specializate, destinate transportului unei anumite categorii de mărfuri, după cum urmează: 
- nave pentru cărbune, pentru transportat cărbune
- nave pentru cherestea, pentru transportat material lemnos;
- nave cerealiere, pentru transportat cereale;
- nave frigorifice, pentru transportat mărfuri perisabile;
- nave mineralier (ore-carrier), pentru transportat minereuri;
- nave vrachier (bulk-carrier), pentru transportat mărfuri în vrac;
- nave port-container, pentru transportat mărfuri containerizate;
- nave port-barje, pentru transportat barje;
- nave roll on-roll off, pentru transportul vehiculelor rutiere.

Amenajările interioare și aspectul exterior pot diferi de la un cargou la altul prin: amplasarea compartimentului de mașini; numărul, mărimea și amplasarea suprastructurilor; numărul și dimensiunea magaziilor de mărfuri; numărul de punți și pereți; forma extremităților pupa și prova, sistemul general de osatură; instalațiile pentru încărcat și descărcat mărfuri (bigi, macarale etc.). 
Cargourile sunt prevăzute cu suprastructuri continue sau răzlețe și dispun de spații mari pentru depozitarea mărfurilor. Sistemul general de osatură al cargourilor poate fi transversal sau combinat. Viteza economică a cargourilor este de (12...20) Nd fiind obținută, de regulă, cu ajutorul motoarelor cu aprindere prin compresie (Diesel), lente sau semirapide, care antrenează elice cu pale fixe. Compartimentul de mașini poate fi amplasat la pupa, central sau în prova navei.

## Cargouri românești
În anul 1930, Serviciul Maritim Român (SMR) poseda 2 cargouri, Carpați și Bucegi cu deplasamente de 10 000 t și viteza de 10 Nd, precum și 6 nave mixte, de călători și mărfuri.
Înainte de 1989, România dispunea de aproape 90 de cargouri construite majoritatea în șantierele navale din țară.